# Itapagé (ort)
Itapagé är en ort i Brasilien.   Den ligger i kommunen Itapagé och delstaten Ceará, i den östra delen av landet, 1 600 km nordost om huvudstaden Brasília. Itapagé ligger 267 meter över havet och antalet invånare är 32 043.
Terrängen runt Itapagé är kuperad. Itapagé är det största samhället i trakten. 
Omgivningarna runt Itapagé är huvudsakligen savann. Runt Itapagé är det ganska tätbefolkat, med 62 invånare per kvadratkilometer.